# ماريانو خوان
ماريانو خوان (بالإسبانية: Mariano Juan)‏ (15 مايو 1976 ببوينس آيرس في الأرجنتين - ) هو لاعب كرة قدم أرجنتيني في مركز الوسط. شارك مع منتخب الأرجنتين تحت 20 سنة لكرة القدم. أما مع النوادي، فقد لعب مع أياكس أمستردام وريفر بليت ونادي خيتافي ونادي ديبورتيفو طليطلة ونادي راسينغ ونادي ليغانيس وهوراكان.

## وصلات خارجية
- ماريانو خوان على موقع قاعدة بيانات كرة القدم.إي يو (الإنجليزية)
- ماريانو خوان على موقع عالم كرة القدم.نت (الإنجليزية)